# Luise Danz

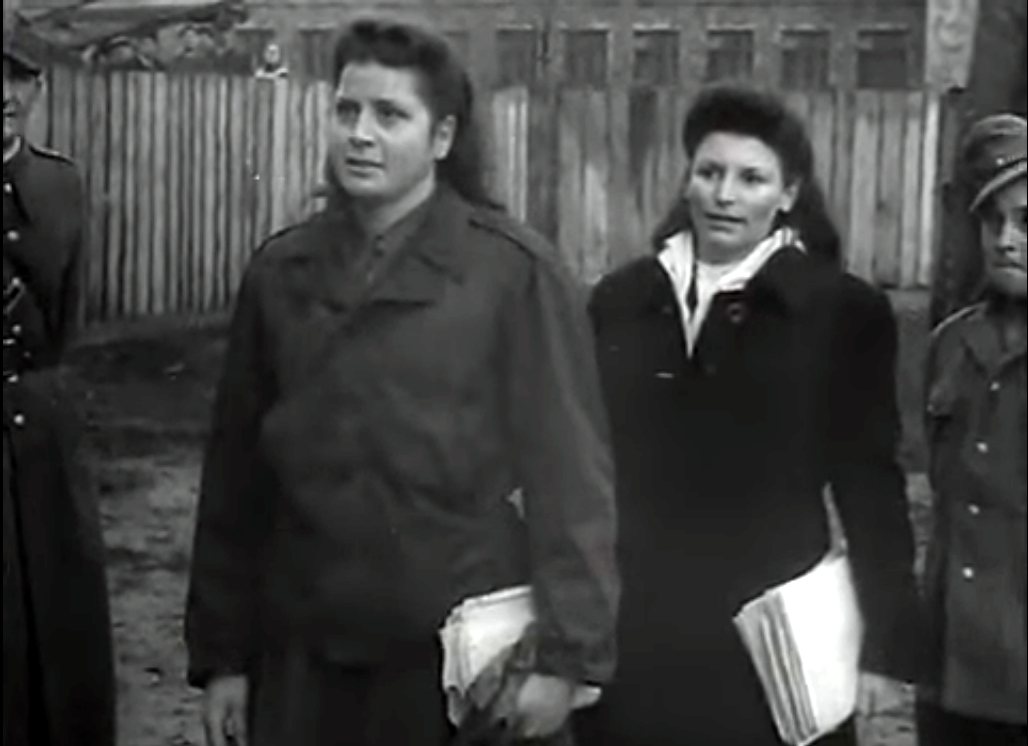
Luise Danz durante los juicios de Auschwitz en 1947.

Luise Helene Elisabeth Danz (* 11 de diciembre de 1917 ; † 2009) fue una guardiana de varios campos de concentración nazis, que participó en el Holocausto de la Segunda Guerra Mundial. Fue juzgada por crímenes contra la humanidad, pero liberada posteriormente. 
Luise Danz nació en la ciudad de Turingia, en una familia protestante formada por su padres Heinrich y Anna además de varios hermanos. Al finalizar la escuela primaria y con veinte años se mudó a Branderburgo donde consiguió un trabajo como dependienta en una panadería.
En 1940 regresó a su hogar natal para cuidar a sus padres. Durante unas vacaciones en Ulm conoció al doctor Franz von Bodmann, el médico del campo de concentración de Majdanek. Se enamoró del doctor, que se encontraba casado y con tres hijos, y aunque este le rechazó, le convenció para alistarse en el cuerpo paramilitar del régimen nazi conocido como Schutzstaffel.

## Trabajo en los campos
El 24 de enero de 1943, a la edad de 25 años, Luise Danz se incorporó como Guardiana o Aufseherin del campo de concentración de Ravensbrück, el primer destino habitual que servía como centro de instrucción para las nuevas guardianas. 
Una vez finalizó su entrenamiento, el 22 de marzo es trasladada cerca de Lublin, Polonia, al campo de concentración de Majdanek. 
El 10 de diciembre fue trasladada otra vez al campo de concentración de Auschwitz, donde era la responsable de informar el número de prisioneros que entraban y aquellos que fallecían. Este mismo año fue condecorada por sus mandos, poco después ascendió a jefa del transporte de prisioneros de Auschwitz y a principios de enero de 1945 ascendió al rango superior de Superintendente o Oberaufseherin en el campo de concentración de Malchow, que formaba parte del campo de Ravensbrück.

## Captura y primer juicio
Al final de la guerra en 1945 con las tropas de la Unión Soviética cerca de Malchow, Luise trató de huir con otras guardianas pero fue descubierta y enviada a la cárcel de Cracovia en Polonia. Al año siguiente, fue acusada junto a otras 39 personas de cometer crímenes contra la humanidad durante su servicio en el Juicio de Auschwitz celebrado entre el 24 de noviembre y el 22 de diciembre de 1947 en Cracovia. El Tribunal Supremo de Polonia dictó contra Luisa Danz la pena de cadena perpetua por entre otros delitos por su abuso físico y moral contra los prisioneros. Se le acusó por ejemplo, de matar a prisioneros por hambre, ordenarles salir sin ropa a mitad de la noche y permanecer durante horas de pie. 
Sin embargo, fue liberada por buena conducta casi diez años después el 20 de agosto de 1957. Después, durante cuatro décadas, Luise Danz cambió de vida y pasó al anonimato.

## Segundo juicio
En 1996, Luise Danz fue enjuiciada ante un tribunal alemán por un fiscal de la ciudad de Meiningen, por el presunto homicidio a golpes de una niña en Malchow. Los médicos alemanes indicaron que la acusada era demasiado anciana y su salud demasiado débil como para poder soportar un juicio, razón por la cual se retiraron los cargos y se archivó el caso. 
Según algunas fuentes, se dice que murió en 2009 en la ciudad de Walldorf.